# Andrew Jefford
Andrew Jefford, né en 1956, est un journaliste anglais, présentateur de radio, poète, éditeur de magazines et critique de vin reconnu mondialement. Auteur de plusieurs livres, c’est un spécialiste des vins français, qu’il contribue à faire découvrir aux consommateurs britanniques, notamment à travers son ouvrage de référence The New France (Le nouveau visage du vignoble français en français).

## Éducation
Fils d’un vicaire de l’Église d'Angleterre et l'aîné de trois frères, Jefford grandit dans le Norfolk, en Angleterre. Il fait ses classes à la prestigieuse École de Gresham, puis à l’Université de Reading où il étudie la littérature anglaise, et enfin à l’Université d’Est-Anglie. Sous la direction de l’écrivain-scénariste Malcolm Bradbury, Andrew Jefford travaille pendant deux ans sur une thèse de doctorat sur le thème de la fiction courte dans l'œuvre de Robert Louis Stevenson, thèse qui restera inachevée,.

## Biographie
Jefford commence sa carrière en tant qu’éditeur au sein d’Octopus Publishing Group de Paul Hamlyn, aujourd’hui propriété du Groupe Lagardère.
Après près de cinq années dans l’édition, ses passions pour le vin et pour l’écriture le conduisent à rédiger des articles sur le vin à partir de 1988, puis des livres. De 1992 à 2002, il devient ainsi le chroniqueur en vins et spiritueux de l’Evening Standard, le journal du soir londonien. Il écrit également également pour des titres prestigieux comme le Financial Times, le Times, le Guardian, et est l’auteur d’une colonne bimensuelle pour le magazine Decanter. Il contribue en tant qu’éditeur au magazine The World of Fine Wine.
Depuis 1992, Jefford présente occasionnellement The Food Programme sur les ondes de BBC Radio 4. Il intervient également dans d’autres programmes de radio tels que Liquid Companion pour BBC Radio 3. À la télévision, il effectue des reportages sur le whisky pour Food Life, en 1996, et SCAM, en 2003. Auteur d’une quinzaine de livres, il est notamment connu pour Le nouveau visage du vignoble français (2003, éditions Hachette Pratique). Pour cet ouvrage, le journaliste « a sillonné l'Hexagone à la rencontre des producteurs qui font le nouveau visage du vignoble français. Il analyse l'influence du terroir sur le vin de chaque aire d'appellation d'origine contrôlée. Son esprit critique permettra d'enrichir les débats sur l'avenir de la viticulture française ».
Son ouvrage didactique Le grand livre du vin (2017, éditions Eyrolles), vise à enseigner les techniques de dégustation et éduquer le consommateur de vin. Selon le site spécialisé Gourmets&Co, il s’agit d’un livre « extrêmement précieux à la fois pour un débutant et pour un connaisseur. Didactique, précis, facile à lire, c’est l’ouvrage de documentation idéal et qui refuse toute pédanterie ou toute spécialisation excessive ».
Lauréat de huit Glenfiddich Awards et de six Roederer Awards,, récompenses attribuées chaque année aux journalistes, écrivains, éditeurs et communicants sur le thème de la gastronomie et des boissons, Jefford a également été nommé à deux reprises British Beer Writer of the Year, ainsi que « Communicateur de l’année » lors de l’International Wine and Spirit Competition, en 2001. À cette occasion, le jury fait référence à son talent pour lancer et découvrir les nouvelles tendances : « Andrew Jefford ne prend pas le train en marche. Il en est la locomotive ».
Jefford vit actuellement près des vignobles du Languedoc qu’il affectionne particulièrement. Il est également poète. Certains de ses textes ont été publiés dans le magazine The Spectator et le quotidien The Independent.

## Publications (en français)
- Le nouveau visage du vignoble français, éditions Hachette Pratique, 2003  (ISBN 978-2-012-36829-3).
- Déguster, éditions Modus Vivendi, 2009  (ISBN 978-2-895-23596-5).
- Le grand livre du vin, éditions Eyrolles, 2017  (ISBN 978-2-212-56690-1).

## Distinctions
- Bunch Award for Wine Journalism (1994)
- Glenfiddich Award - Drink Writer of the Year (1995, 2000, 2003)
- Glenfiddich Award - Whisky Writer of the Year (1995)
- Wine Guild of Great Britain Premier Award (1995)
- British Guild of Beer Writers - Beer Writer of the Year (1995, 1999)
- Sony Bronze Award (pour le programme de BBC Liquid Companion, 1996)
- Glenfiddich Award - Wine Writer of the Year (1997, 2002, 2003)
- Lanson Award - Broadcast Media (pour ses programmes pour la BBC, 1999, 2000, 2001 & 2002)
- International Wine and Spirit Competition - Communicator of the Year (2001)
- Glenfiddich Award - Radio Broadcast of the Year (pour le programme de BBC Food Programme)
- Lanson Award Wine Book of the Year (pour Le nouveau visage du vignoble français, 2003)
- APA Magazine Awards - Journaliste de l’année (2003)
- Glenfiddich Award - Glenfiddich Trophy (2003)
- Veuve Clicquot USA Award - Wine Book of the Year (pour Le nouveau visage du vignoble français, 2003)
- André Simon Award (pour Le nouveau visage du vignoble français, 2003)
- Symington Family Port Award 2003
- Gourmand World Cookbook Awards - Best Wine Literature Book (pour Peat Smoke and Spirit, 2004)
- Le Cordon World Food Media Award - Best Drink Journalist (2005)
- ATOP Travel Writer of the Year (2006)
- Louis Roederer Champagne International Wine Writer of the Year (2006, 2007, 2008, 2010, 2011, 2012)
- UK Guild of Food Writers Food Broadcast Award (2008)
- Le Cordon Bleu World Food Media Awards - Best Drink Book (pour Andrew Jefford’s Wine Course, 2010)
- Harpers France Summit - Best French Wine Writer/Critic (2013)